# Hippospongia fistulosa
Hippospongia fistulosa är en svampdjursart som beskrevs av Lendenfeld 1889. Hippospongia fistulosa ingår i släktet Hippospongia och familjen Spongiidae.
Artens utbredningsområde är havet kring Australien. Inga underarter finns listade i Catalogue of Life.